# Tabarin (film)
Pour les articles homonymes, voir Tabarin (homonymie).
Pour plus de détails, voir Fiche technique et Distribution.
Tabarin est un film français en coproduction franco-italienne, réalisé par Richard Pottier, sorti en 1958.

## Synopsis
Directeur du music-hall Le Tabarin, Jacques Forestier a de grandes ambitions pour son établissement. Il engage son ancienne maîtresse, Florence, comme « étoile » du spectacle, mais celle-ci se révèle prête à toutes les manœuvres pour devenir propriétaire du Tabarin.

## Fiche technique
- Titre : Tabarin
- Réalisation : Richard Pottier, assisté de Robert Mazoyer
- Scénario : Richard Pottier, Jean Ferry et Henri-André Legrand
- Dialogues : Jean Ferry
- Photographie : Lucien Joulin
- Son : Julien Coutellier
- Musique : Francis Lopez
- Montage : Maurice Serein
- Production franco-italienne : Florida Films - Jeannic Films - Société Technique et Financière de Cinématographie -  Nepi Films (Rome)
- Pays de production :  France
- Langue de tournage : français
- Format : Couleur
- Genre : film musical
- Durée : 110 min
- Date de sortie : 
  - France : 21 mai 1958

## Distribution
- Annie Cordy : Mimi, secrétaire de Forestier et artiste
- Michel Piccoli : Jacques Forestier
- Sylvia Lopez : Florence, dite Lisette Lise, artiste
- Henri Vilbert : Morelli, copropriétaire du cabaret
- Sonja Ziemann : Rosine Forestier
- Mischa Auer : Boris, chorégraphe
- Germaine Damar : Brigitte, meneuse de revue
- Luisella Boni : Simone, vendeuse de cigarettes
- Jean-Pierre Kérien : l'associé de Morelli, puis propriétaire du cabaret
- Jean Lefebvre : Julien
- Sœurs Kessler : les danseuses jumelles
- Nicole Vattier

## Anecdote
La musique jouée au piano dans la scène où les Sœurs Kessler dansent est celle de la chanson Si tu voulais m'aimer qui était composée par Henri Betti et Jean-Pierre Landreau.